# 7 de junio
El 7 de junio es el 158.º (centésimo quincuagésimo octavo) día del año en el calendario gregoriano y el 159.º en los años bisiestos. Quedan 207 días para finalizar el año.

## Acontecimientos
- 143 a. C.: en Hubei (China) se registra un terremoto de magnitud 5 en la escala sismológica de Richter (I=6). Puede haber sucedido en el 143 o el 141 a. C.
- 1099: se inicia el sitio de Jerusalén, durante la Primera Cruzada.
- 1494: el reino de Castilla firma con el de Portugal el Tratado de Tordesillas, por el cual se dirime cuál será la línea de demarcación de los territorios españoles y portugueses en el comienzo de la conquista de América.
- 1640: en Barcelona (España) sucede el Corpus de Sangre, incidente entre un grupo de campesinos y algunos soldados castellanos, que precipitó una revuelta y acabó con la muerte de numerosos funcionarios reales.
- 1654: en Francia, Luis XIV es coronado como rey.
- 1692: en la isla caribeña de Jamaica, a las 11:43 (según un reloj de bolsillo recuperado en los años 1960) un terremoto y el tsunami consecuente destruyen la ciudad de Port Royal. Fallece la mitad de la población (de 6000 personas), y unos 2000 más morirán en los siguientes meses, debido a la peste.
- 1755: en la costa sur del mar Caspio (Irán), un terremoto de magnitud 8,4 en la escala sismológica de Richter deja un saldo de 40 000 muertos.
- 1808: en España, el ejército francés vence a las fuerzas españolas y entra en Córdoba donde realiza un sanguinario saqueo de la ciudad.
- 1810: en Argentina se edita el primer número de la Gazeta de Buenos Ayres, periódico fundado cinco días antes, para publicitar los actos de gobierno de la Primera Junta.
- 1822: En Venezuela se produce la Batalla de Dabajuro  una cruzada que dio paso a la guerra de Independencia de Venezuela, cerca de la pequeña población de Dabajuro frente a las fuerzas colombianas de Carlos Soublette y los españoles a las órdenes de Francisco Tomás Morales.
- 1833: en Colombia, la aldea de Sabanalarga (Atlántico) es elevada al rango de villa.
- 1835: en España, José María Queipo de Llano es nombrado presidente del Consejo de Ministros.
- 1839: en China, el emperador prohíbe el comercio de opio, y ordena arrojar al mar 20 000 cajas. Esto provocará la guerra del Opio con el Imperio británico.
- 1880: en el marco de la guerra del Pacífico se libra la Batalla de Arica, en que el ejército chileno vence al peruano y se anexa la ciudad peruana de Arica.
- 1905: Noruega disuelve su unión con Suecia.
- 1905: el río Paraná inunda y destruye la ciudad de Santa Fe (Argentina) desde la madrugada.
- 1912: el papa san Pío X publica la carta encíclica Lacrimabili statu Indorum, sobre la situación de los indígenas en Sudamérica.
- 1914: en Panamá, el transatlántico estadounidense Alliance, de 40 000 toneladas, realiza la primera travesía de prueba del Canal de Panamá, cruzándolo del océano Atlántico al Pacífico.
- 1915: por decreto legislativo se oficializa el nombre de «República de El Salvador» en sustitución de «República del Salvador».
- 1917: en El Salvador, un terremoto de gran intensidad destruye la mayor parte de la ciudad capital, San Salvador.
- 1922: en Ponferrada (España) se funda el club de fútbol Sociedad Deportiva Ponferradina.
- 1929: en Roma (Italia), la Ciudad del Vaticano se convierte en un estado soberano.
- 1933: en Chile, Villa Alemana se independiza de Quilpué.
- 1937: en México, Puerto de Veracruz, llegan casi 500 niños españoles que huyen de la Guerra Civil. Son conocidos como “Los niños de Morelia”.
- 1940: en Noruega, el rey Haakon VII y el resto del gobierno noruego huyen de Tromsø y se exilian en Londres.
- 1942: en el marco de la Segunda Guerra Mundial, concluye la Batalla de Midway, una victoria crucial de Estados Unidos contra la armada y la aviación japonesa.
- 1942: en Argentina, Boca Juniors le ganó 11 a 1 a Tigre siendo la máxima goleada que efectuó el equipo xeneize.
- 1945: en Noruega, el rey Haakon VII y su familia regresan a Oslo.
- 1945: en el teatro Sadler's Wells, de Londres (Reino Unido), se estrena la ópera Peter Grimes, del compositor británico Benjamin Britten.
- 1947: en Talcahuano (Región del Biobío, Chile) se funda el Club Deportivo Huachipato (Campeón de la Primera división chilena en 1974, en el Clausura 2012 y en 2023)
- 1968: en España se produce el primer asesinato de la banda terrorista ETA, en el que fallece el guardia civil José Pardines.
- 1975: la empresa japonesa Sony introduce la videograbadora Betamax para la venta al público.
- 1981: Israel lleva a cabo un ataque aéreo por sorpresa, denominado Operación Ópera, consistente en la destrucción del reactor nuclear Osirak, situado cerca de Bagdad, Irak.
- 1982: en México, durante la madrugada se hacen sentir dos sismos con magnitud de 6.9° y 7° respectivamente y con epicentro en Ometepec (estado de Guerrero).
- 1982: en España se inaugura el Pirulí de Torrespaña.
- 1998: en la ciudad de Jasper, 216 km al noreste de Houston (estado de Texas), tres jóvenes supremacistas blancos ―Shawn Berry (23), Lawrence Brewer (31) y John King (23)― arrastran con su camioneta durante 5 km hasta matarlo a James Byrd Jr., un hombre afroestadounidense de 49 años. En los siguientes años, los tres serán ajusticiados.
- 1999: en la Ciudad de México es asesinado el conductor y humorista Paco Stanley siendo su homicidio el más impactante del espectáculo de México, causando una severa oleada de críticas y protestas de los medios y la población hacia el gobierno del Distrito Federal ante la violencia que se vive en la ciudad.
- 2005: en los Estados Unidos, la banda británica de rock alternativo Coldplay, lanza al mercado su tercer álbum de estudio titulado X&Y, tras los éxitos de Parachutes (2000) y A Rush of Blood to the Head (2002), respectivamente.
- 2008: en Austria y Suiza se inicia la Eurocopa 2008.
- 2009: en España y en otros países de la Unión Europea se celebran elecciones al Parlamento Europeo.
- 2010: en Bhopal (India), un tribunal condena a ocho directivos de la empresa estadounidense Union Carbide a dos años de prisión y a pagar unos 10 600 dólares estadounidenses por sus respectivas responsabilidades en el Desastre de Bhopal (un escape de isocianato de metilo gaseoso en una fábrica de pesticidas de esa empresa, que causó la muerte de más de 20 000 personas. La empresa no había respondido por los daños causados).
- 2013: en España se estrena la caricatura de Disney Gravity Falls, creada por Alex Hirsch.
- 2014: la declaración aprobada por el Ministerio del Medio Ambiente de España que permite a la multinacional petrolera Repsol realizar prospecciones petrolíferas en aguas próximas a las islas de Lanzarote y Fuerteventura (Canarias) genera una de las mayores protestas y manifestaciones ciudadanas en la historia de las islas Canarias.
- 2019: la banda de música estadounidense Jonas Brothers lanza su quinto álbum de estudio "Happiness Begins".
- 2023: el West Ham United de Inglaterra se corona campeón de la Liga Conferencia de la UEFA tras vencer a la Fiorentina en la final por 2 goles a 1.
- 2025: en el distrito de Fontibón, en el suroeste de Bogotá (Colombia) el precandidato presidencial y senador Miguel Uribe Turbay es víctima de un intento de asesinato,falleciendo más tarde el 8 de agosto.

## Nacimientos
- 1491: Jacques Cartier, explorador francés (f. 1557).
- 1711: François Jacquier, matemático francés (f. 1788).
- 1712: Felipe Pedro de España, aristócrata español (f. 1718).
- 1757: Georgiana Cavendish, aristócrata británica (f. 1806).
- 1770: Robert Jenkinson, político y primer ministro británico (f. 1828).
- 1778: Beau Brummell, dandi británico (f. 1840).
- 1799: Manuel María Sierra Moya, político español (f. 1866).
- 1812: Antonio Bachiller y Morales, historiador, profesor y bibliógrafo cubano (f. 1889).
- 1801: Pablo Sanz Baeza, militar carlista (f. 1839).
- 1837: Alois Hitler, aduanero austriaco, padre de Adolf Hitler (f. 1903).
- 1840: Carlota de México, princesa belga y emperatriz de México, esposa de Maximiliano I de México  (f. 1927).

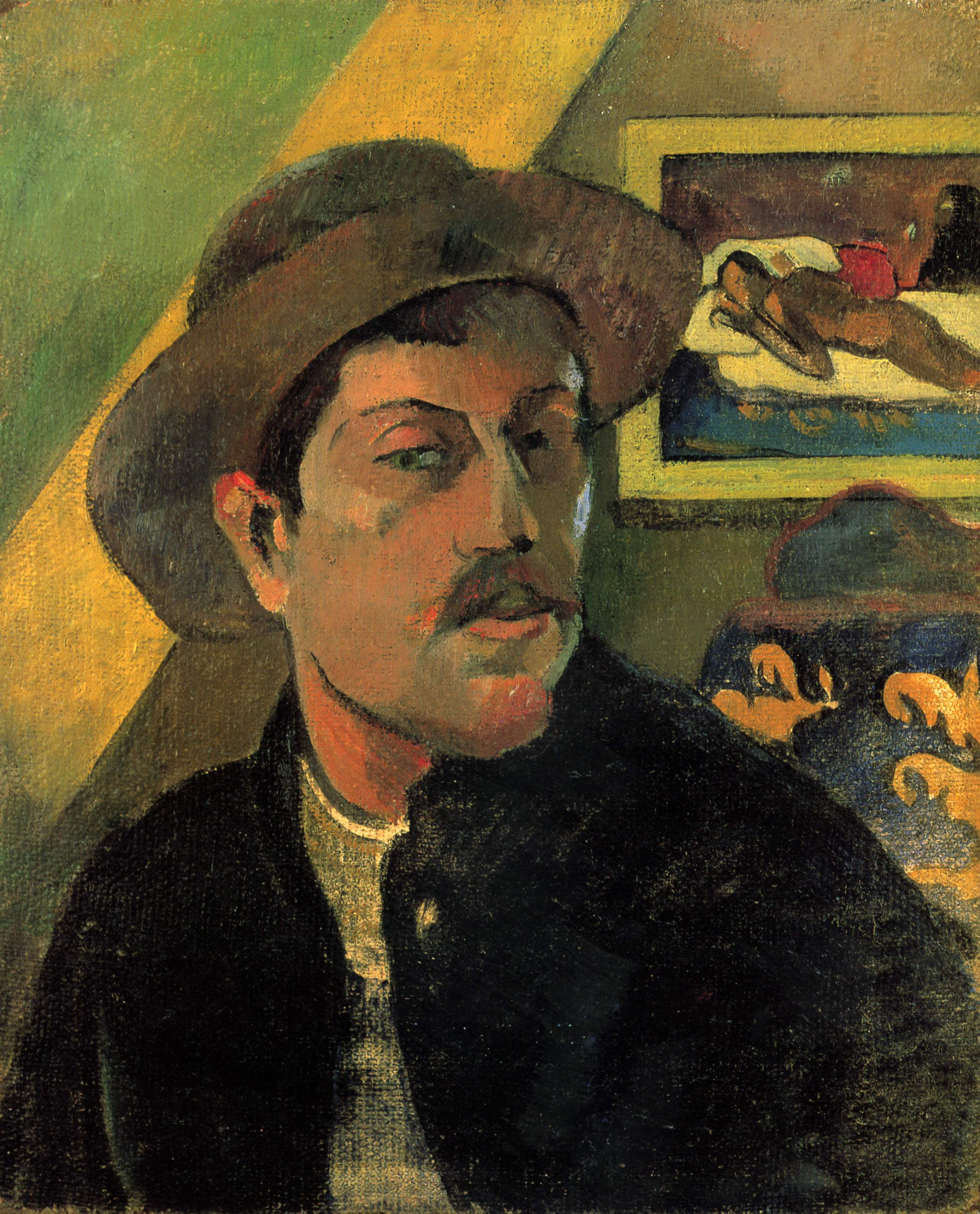
Paul Gauguin

- 1848: Paul Gauguín, pintor francés (f. 1903).
- 1848: Dolores Jiménez y Muro, educadora, periodista y activista política mexicana (f. 1925).
- 1849: Manuel Bonilla, militar y presidente hondureño (f. 1913).
- 1862: Philipp Eduard Anton von Lenard, físico alemán, premio nobel de física en 1905 (f. 1947).
- 1864: Abraham González, político mexicano (f. 1913).
- 1868: Charles Rennie Mackintosh, arquitecto y diseñador británico (f. 1928).
- 1875: Pablo Quiroga Escamilla, militar y político mexicano (f. 1948).
- 1877: Charles Glover Barkla, físico británico, premio nobel de física en 1917 (f. 1944).
- 1877: Josep Palet Bartomeu, tenor español (f. 1946).
- 1879: Knud Rasmussen, explorador y antropólogo groenlandés (f. 1933).
- 1881: Kanno Sugako, periodista anarco-feminista japonesa (f. 1911)
- 1883: Sylvanus Morley, espía y arqueólogo estadounidense (f. 1948).
- 1889: Manuel Marzana, militar boliviano y héroe de la guerra del Chaco (f. 1980).
- 1889: Frank Duff, activista católico irlandés, fundador de la Legión de María (f.1980)
- 1896: Imre Nagy, político húngaro (f. 1958).
- 1897: George Szell, director de orquesta y músico húngaro-estadounidense (f. 1970).
- 1897: Robert S. Mulliken, químico estadounidense (f. 1986).
- 1902: Germaine Berton, anarquista y sindicalista francesa (f. 1942).
- 1903: Alexandre Bóveda, político gallego (f. 1936).
- 1905: James J. Braddock, boxeador estadounidense (f. 1974).
- 1907: César Miró, escritor y compositor peruano (f. 1999).
- 1907: A. B. Rotor, médico, funcionario, músico y escritor filipino (f. 1988).
- 1909: Jessica Tandy, actriz británica (f. 1994).
- 1909: Roberto Gavaldón, director de cine mexicano (f. 1986).
- 1910: Bradford Washburn, explorador estadounidense (f. 2007).
- 1915: Alberto Wagner de Reyna, filósofo y escritor peruano (f. 2006).
- 1917: Dean Martin, actor y cantante estadounidense (f. 1995).
- 1919: Adolfo Álvarez, aviador militar argentino (f. 2012).
- 1920: Carlos Gorostiza, dramaturgo, novelista y cineasta argentino (f. 2016), hermano de la actriz Analía Gadé.
- 1920: Georges Marchais, dirigente comunista francés (f. 1997).
- 1921: Tal Farlow, guitarrista estadounidense de jazz (f. 1998).
- 1922: Ana María Zeno, médica argentina (f. 2011).
- 1923: Carlos Thompson, actor argentino (f. 1990).
- 1925: Ricardo Espinosa Osete, actor español (f. 1978).
- 1925: Ernestina Herrera de Noble, empresaria argentina (f. 2017).
- 1927: Charles de Tornaco, piloto belga de carreras (f. 1953).
- 1928: James Ivory, cineasta estadounidense.
- 1928: Alan J. Pakula, cineasta estadounidense (f. 1998).
- 1928: Fernando Lamberg, escritor chileno (f. 2011).
- 1929: John Napier Turner, primer ministro canadiense (f. 2020).
- 1929: Antonio Carbajal, futbolista mexicano (f. 2023).
- 1931: Virginia McKenna, actriz británica.
- 1934: Peter Monteverdi, piloto de automovilismo suizo (f. 1998).
- 1935: Roberto Cantoral, cantautor mexicano (f. 2010).
- 1935: Guillermo Allier, badmintonista internacional mexicano.
- 1935: Ervin Zádor, waterpolista húngaro (f. 2012).
- 1935: Euler Granda, poeta y psiquiatra ecuatoriano (f. 2018)
- 1936: Luis González Seara, profesor, político y sociólogo español (f. 2016).
- 1937: Neeme Järvi, director de orquesta y músico estonio.
- 1940: Tom Jones, cantante británico.
- 1941: Jaime Laredo, violinista estadounidense.
- 1942: Muamar el Gadafi, abogado, militar y político libio (f. 2011).
- 1943: Gino Renni, actor, cantante y comediante argentino de origen italiano (f. 2021).
- 1944: Miguel Ríos, músico de rock español.
- 1945: Wolfgang Schüssel, político austriaco.
- 1946: Jenny Jones, presentadora televisión canadiense-estadounidense.
- 1947: Thurman Munson, beisbolista estadounidense (f. 1979).
- 1948: Nydia Caro, cantante puertorriqueña de origen estadounidense.
- 1949: Toti Soler, guitarrista y cantante español.
- 1951: Philip Davis político bahameño, primer ministro de Bahamas desde 2021.
- 1952: Liam Neeson, actor norirlandés.
- 1952: Orhan Pamuk, escritor turco, premio nobel de literatura en 2006.
- 1954: María Teresa Campilongo, cantante hispano-argentina.
- 1956: Antonio Alzamendi, futbolista uruguayo.
- 1957: Juan Luis Guerra, cantautor dominicano.
- 1957: Paddy McAloon, músico británico, de la banda Prefab Sprout.
- 1957: Carmen Calvo, jurista, profesora universitaria y política española.
- 1957: Fred Vargas, escritora francesa.

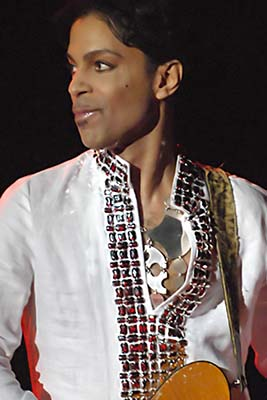
Prince

- 1958: Prince, cantautor estadounidense (f. 2016)
- 1958: Surakiart Sathirathai, político tailandés.
- 1958: Fernando de la Mora, tenor mexicano.
- 1959: Claudia Puyó, cantante argentina.
- 1959: Mike Pence, político y abogado estadounidense.
- 1960: Hirohiko Araki, mangaka japonés.
- 1962: Lance Reddick, actor estadounidense (f. 2023).
- 1963: Roberto Alagna, tenor francés.
- 1965: Mick Foley, luchador profesional estadounidense.
- 1965: Damien Hirst, artista británico.
- 1966: Lorenzo Silva, escritor español.
- 1966: Thomas McCarthy, cineasta estadounidense.
- 1967: Dave Navarro, guitarrista estadounidense.
- 1968: Marcela Guerty, guionista argentina.
- 1968: Juan Antonio Pizzi, futbolista hispano-argentino.
- 1969: Kim Rhodes, actriz estadounidense.
- 1970: Cafú, futbolista brasileño.
- 1972: Karl Urban, actor neozelandés.
- 1973: Toñi Moreno, presentadora española.
- 1974: Mahesh Bhupathi, tenista indio.
- 1974: Dave Filoni, director de animación y escritor estadounidense.
- 1974: Bear Grylls, scout y presentador de televisión británico.
- 1974: Sattar Hamedani, futbolista iraní.
- 1975: Allen Iverson, baloncestista estadounidense.
- 1976: Necro, rapero estadounidense.
- 1977: Gastón Grande, actor argentino.
- 1977: Marcin Baszczyński, futbolista polaco.
- 1978: Bill Hader, actor y guionista estadounidense.
- 1978: Mini Andén, modelo y actriz sueca.
- 1978: Talal Al-Meshal, futbolista saudí.
- 1979: Kevin Hofland, futbolista neerlandés.
- 1979: Natalia Valdebenito, comediante chilena.
- 1979: Ana Ruiz, actriz española.
- 1980: Berni Rodríguez, baloncestista español.
- 1980: Henkka Seppälä, bajista finlandés, de la banda Children of Bodom.
- 1981: Enzo Fortuny Romero, actor de doblaje mexicano.
- 1981: Larisa Oleynik, actriz estadounidense.
- 1981: Anna Kúrnikova, tenista rusa.
- 1982: Germán Lux, futbolista argentino.
- 1983: Jun Marques Davidson, futbolista japonés.
- 1984: Marcel Schäfer, futbolista alemán.
- 1984: Diego Cascón Sandoval, futbolista español.
- 1984: Shu Abe, futbolista japonés.
- 1985: Charlie Simpson, cantante británico.
- 1985: Álex Bergantiños, futbolista español.
- 1987: Jørgen Horn, futbolista noruego.
- 1988: Michael Cera, actor canadiense.
- 1989: Nicky Kuiper, futbolista neerlandés.
- 1990: Iggy Azalea, cantante y modelo australiana.
- 1990: Abdulwahab Al-Malood, futbolista bareiní.
- 1991: Fetty Wap, rapero y cantante estadounidense.
- 1991: Emily Ratajkowski, modelo y actriz britano-estadounidense.
- 1993: George Ezra, cantautor británico.
- 1993: Gaëtan Karlen, futbolista suizo.
- 1993: Gabriel Chiari, futbolista panameño.
- 1994: Madeleine Arlett, remera británica.
- 1995: Macky Bagnack, futbolista camerunés.
- 1996: Marcos Vinicius Silva Cupertino, futbolista brasileño.
- 1996: Makito Hatanaka, futbolista japonés.
- 1996: Keisuke Ogasawara, futbolista japonés.
- 1996: Godfred Donsah, futbolista ghanés.
- 1996: Christian McCaffrey, jugador de fútbol americano estadounidense.
- 1996: Sayuri, cantante japonesa (f. 2024).
- 1997: Luise Wanser, regatista alemana.
- 1997: Davlat Bobonov, yudoca uzbeko.
- 1997: Killian Sanson, futbolista francés.
- 1998: Lilly Ford, actriz pornográfica y modelo erótica estadounidense.
- 1998: Sumit Antil, atleta indio.
- 1998: Sha’markus Kennedy, baloncestista estadounidense.
- 1998: Keanu Baccus, futbolista sudafricano-australiano.
- 1998: Cameron Devlin, futbolista australiano.
- 1998: Aliaxei Katkavets, atleta bielorruso.
- 1998: Moustafa Zeidan, futbolista sueco.
- 1998: Filip Gustavsson, jugador de hockey sobre hielo sueco.
- 1998: Victor Mete, jugador de hockey sobre hielo canadiense.
- 1999: Camryn Rogers, atleta canadiense.
- 1999: Sacha Alessandrini, atleta francesa.
- 1999: Jordy Hernandez, cantante hondureño.
- 1999: Álvaro López Palomino, futbolista español.
- 1999: Jordan Jegat, ciclista francés.
- 2000: Martin Trnovsky, futbolista eslovaco.
- 2000: Ayumu Seko, futbolista japonés.
- 2000: Toni Vodišek, regatista esloveno.
- 2000: Siro Rosané, futbolista argentino.
- 2000: Nicolás Zedán, futbolista chileno.
- 2000: Lucrezia Ruggiero, nadadora italiana.
- 2000: Mariam Chanturia, yudoca georgiana.
- 2000: Eduard Spertsyan, futbolista ruso.
- 2001: Louis Patris, futbolista belga.
- 2001: Ricardo Teixeira, futbolista portugués.
- 2002: Christopher Scott, futbolista alemán.
- 2002: Tomáš Suslov, futbolista eslovaco.
- 2003: Federica Pansini, atleta italiana.
- 2005: Izan Almansa, baloncestista español.
- 2005: Lucas Terrer Casas, futbolista español.
- 2005: Joel Roca, futbolista español.
- 2006; Ismail Bouneb, futbolista francés.
- 2009: Kim Kang-hoon, actor infantil surcoreano.

## Fallecimientos
- 555: Vigilio, papa italiano (n. 500).
- 1329: Roberto I, rey escocés; reinó entre 1306 y 1329 (n. 1274).
- 1358: Ashikaga Takauji, militar japonés, fundador del shogunato Ashikaga (n. 1305).
- 1793: Damián de Castro, maestro platero español (n. 1716).
- 1826: Joseph von Fraunhofer, físico alemán (n. 1787).
- 1840: Federico Guillermo III, rey prusiano (n. 1770).
- 1843: Friedrich Hölderlin, poeta lírico alemán (n. 1770).
- 1848: Visarión Belinski (35), crítico literario ruso (n. 1811).
- 1866: jefe Seattle, líder estadounidense de los indios suquamish (n. 1786).
- 1876: Josefina de Leuchtenberg, reina de Suecia y Noruega (n. 1807).
- 1880: Francisco Bolognesi, militar peruano (n. 1816).
- 1892: Carlo Cafiero, anarquista italiano (n. 1846).
- 1905: Francisco Molinelli, escultor español (n. 1834).
- 1911: Carlos Fernández Shaw, escritor y periodista español (n. 1865).
- 1916: Émile Faguet, literato francés (n. 1847).
- 1917: José de Maturana, dramaturgo y anarquista argentino (n. 1884).
- 1925: Matthew Talbot, laico católico irlandés (n. 1856).
- 1936: Lola Mora, escultora argentina (n. 1866).
- 1937: Jean Harlow (Harlean Harlow Carpenter), actriz y símbolo sexual estadounidense (n. 1911).
- 1938: Julio Aníbal Gutiérrez Michelín, abogado, escritor y político boliviano nacido en Santa Cruz (n. 1915)
- 1939: Francisco Sarabia, aviador mexicano (n. 1900).
- 1944: Enrique Díez Canedo, poeta español (n. 1879).
- 1954: Alan Turing (41), matemático británico, padre de la computación (n. 1912).
- 1956: Julien Benda, escritor y filósofo francés (n. 1867).
- 1959: Emilia de Sousa Costa, escritora y feminista portuguesa (n. 1877).
- 1960: Cruz Gallástegui Unamuno, veterinario español (n. 1915).
- 1963: ZaSu Pitts, actriz estadounidense (n. 1894).
- 1964: Meade Lux Lewis, pianista de blues y compositor estadounidense (n. 1905).
- 1965: Judy Holliday, actriz estadounidense (n. 1921).
- 1966: Jean Arp, pintor y escultor alsaciano (n. 1887).
- 1967: Dorothy Parker, poeta, escritora, dramaturga y humorista estadounidense (n. 1893).
- 1968: Dan Duryea, actor estadounidense (n. 1907).
- 1968: José Pardines, guardia civil español, primer asesinado por la banda terrorista ETA (n. 1943).
- 1970: Manuel Gómez-Moreno, historiador español (n. 1870).
- 1970: E. M. Forster, novelista y ensayista británico (n. 1879).
- 1973: Raul Pilla, político, médico, periodista y profesor brasileño (n. 1892).
- 1978: Ronald George Wreyford Norrish, químico británico, premio nobel de química en 1967 (n. 1897).
- 1980: Philip Guston, pintor estadounidense (n. 1913).
- 1980: Henry Miller, escritor estadounidense (n. 1891).
- 1980: José María de la Vega Samper, arquitecto español (n. 1900).
- 1988: Vernon Washington, actor estadounidense (n. 1927).
- 1989: Chico Landi, piloto de automovilismo brasileño (n. 1907).
- 1991: Alfredo Fernández Simó, escritor dominicano (n. 1915).
- 1992: Aleksandr Koldunóv, as de la aviación soviético (n. 1923)
- 1993: Dražen Petrović, baloncestista croata (n. 1964).
- 1994: Rudolph Cartier, director austriaco de televisión (n. 1904).
- 1997: Amos Tutuola, escritor nigeriano (n. 1920).
- 1997: Stanley Schachter, psicólogo estadounidense (n. 1922).
- 1998: James Byrd Jr. (49), ciudadano afroestadounidense (n. 1949) que fue brutalmente asesinado por tres jóvenes del Ku‑Klux‑Klan en la ciudad de Jasper (estado de Texas), el 7 de junio de 1998.
- 1999: Paco Stanley, conductor mexicano de televisión; asesinado (n. 1942).
- 2001: Víctor Paz Estenssoro, político boliviano, presidente de Bolivia entre 1952-1956, 1960-1964 y 1985-1989 (n. 1907).
- 2002: Francisco Escudero, compositor español (n. 1912).
- 2004: Quorthon (Tomas Forsberg), músico sueco, de la banda Bathory (n. 1966).
- 2004: Marcelo Taibo, actor argentino (n. 1965).
- 2006: Jorge Bacacorzo, poeta peruano de la Generación del 50 (n. 1925).
- 2006: Abu Musab al Zarqaui, líder iraquí de la banda terrorista Al Qaida (n. 1966).
- 2008: Bernardo Neustadt, periodista argentino de origen rumano (n. 1925).
- 2008: Dino Risi, cineasta italiano (n. 1916).
- 2009: Hugh Hopper, bajista británico, de la banda Soft Machine (n. 1945).
- 2009: Baron Vaea, diplomático tongano, primer ministro entre 1991 y 2000. (n.1921)
- 2010: José Albi, poeta y crítico literario español (n. 1922).
- 2010: Stuart Cable, baterista británico, de la banda Stereophonics (n. 1970).
- 2010: Jorge Ginarte, jugador y entrenador de fútbol argentino (n. 1940).
- 2010: Conrado Ramonet, director de teatro y dramaturgo argentino (n. años 1930).
- 2010: Ómar Rayo, pintor, grabador y escultor colombiano (n. 1928).
- 2010: Adriana Xenides (54), presentadora australiana de televisión, de origen argentino (n. 1956).
- 2011: Angelino Fons, guionista y director de cine español (n. 1936).
- 2011: Benjamín González Gómez, atleta español (n. 1958).
- 2011: Jorge Semprún, escritor, intelectual, político y guionista cinematográfico español (n. 1923).
- 2013: Pierre Mauroy, primer ministro francés (n. 1928).
- 2013: Richard Ramírez, asesino en serie estadounidense (n. 1960).
- 2014: Juan María Leonardi Villasmil, religioso católico venezolano (n. 1947).
- 2015: Christopher Lee, actor y músico británico (n. 1922).
- 2015: Ildefonso Leal, historiador venezolano (n. 1932).
- 2016: José Mijalchyk, sacerdote católico argentino (n. 1941).
- 2018: David Douglas Duncan, fotoperiodista estadounidense (n. 1916).
- 2021: Carlos Marincovich, piloto de automovilismo argentino (n. 1943).
- 2022: Marco Luzzago, médico italiano (n. 1950), lugarteniente de la Soberana Orden de Malta entre 2020 y 2022.
- 2022: Carlos de Wurtemberg (85), aristócrata («duque de Wurtemberg») y empresario alemán (n. 1936).[1]

## Celebraciones

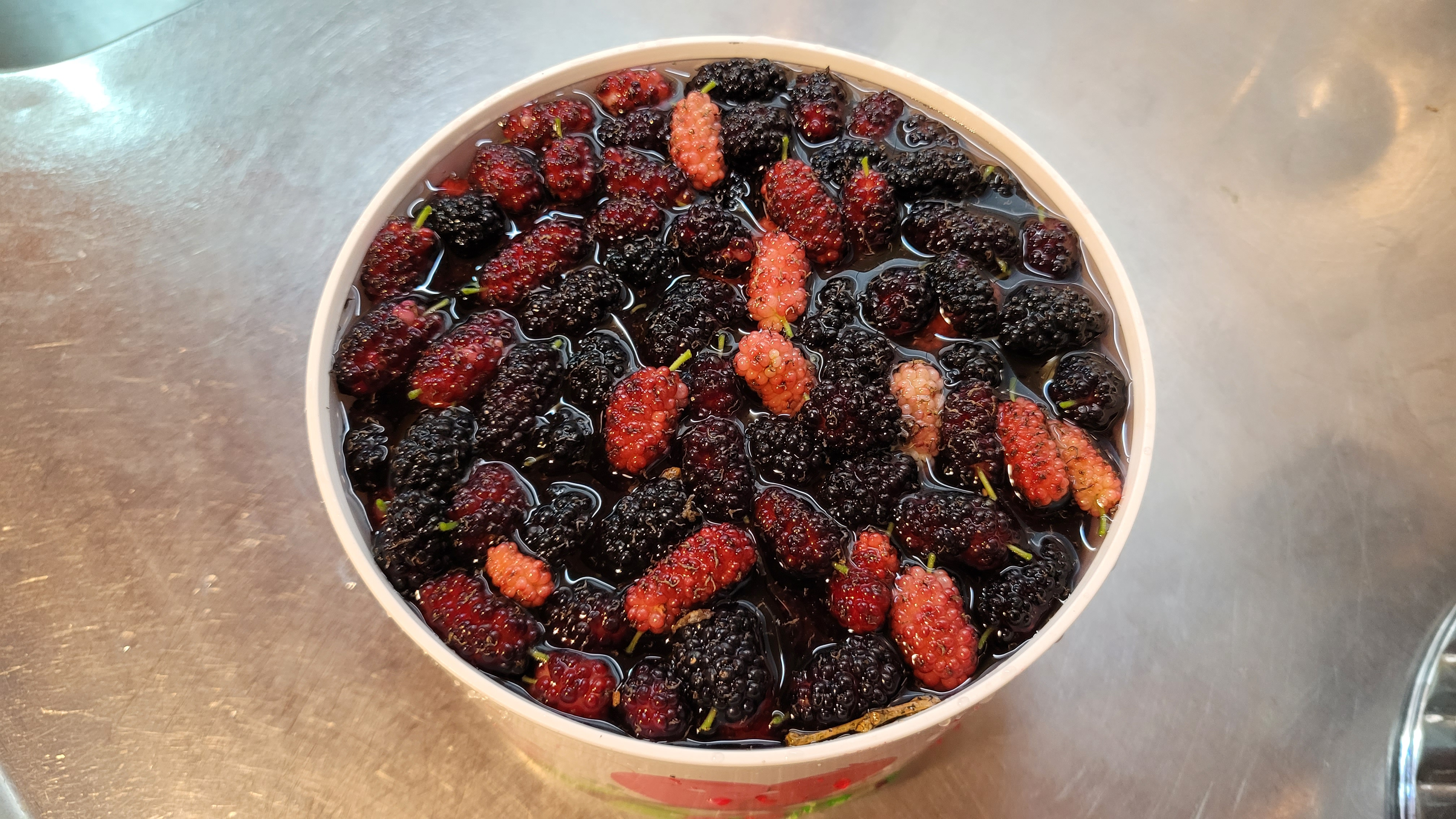
Innumerables beneficios de los alimentos inocuos en su día mundial.

- Día Mundial de la Inocuidad de los Alimentos.[2]
La finalidad de esta proclamación es sensibilizar sobre la importancia de garantizar que los alimentos que se consumen son seguros y no presentan riesgos para la salud y promover acciones para prevenir enfermedades transmitidas por los alimentos.[3][4]

- Día Mundial de los Derechos del Nacimiento.
Esta efeméride que se celebra cada 7 de junio tiene como objetivo crear conciencia sobre la importancia que tiene el nacimiento de todo ser humano en este mundo, así como respetar el sagrado vínculo que se crea entre la madre y el bebé desde el mismo momento del alumbramiento.

- Día Mundial del Vencejo.
Una iniciativa de la Organización Vencejos Sin Fronteras que trata de sensibilizar a la población sobre la importancia de estas pequeñas pero magníficas aves insectívoras que suelen vivir en las ciudades, aunque son desconocidas para muchos, y cuya población se ha reducido drásticamente en los últimos años.

- Día Mundial de Concientización del Síndrome de Tourette.
Se conmemora cada 7 de junio en honor a la doctora Mary Robertson, autora de más de 100 artículos científicos sobre este trastorno neuropsiquiátrico del desarrollo caracterizado por la aparición de tics motores (movimientos involuntarios) que comienzan en la infancia o la adolescencia. Esta característica fue descripta por primera vez por el neurólogo francés Georges Gilles de la Tourette en 1885.

- Día Mundial del Parkour.
Disciplina física de origen francés, cada vez más practicada en el mundo, caracterizada por la fluidez y destreza de movimientos, transmitiendo pura adrenalina, energía, libertad y pasión. Conocida como "el arte del desplazamiento (ADD)", consiste en superar obstáculos en el menor tiempo posible durante un recorrido por espacios urbanos, como muros, vallas y escaleras.

- Día Mundial del Cuidado.
Una fecha que destaca la importancia del cuidado en todas sus formas y su impacto en la vida cotidiana. Se promueve la empatía, la bondad y el reconocimiento de la labor de quienes cuidan, tanto de forma remunerada como no remunerada.
(en inglés: World Caring Day).
No confundir: con el Día Internacional de los Cuidados y el Apoyo, que se celebra cada 29 de octubre y donde la ONU reconoce el cuidado como un derecho humano fundamental.

Compartidas
(Por orden alfabético)
- España y  Portugal: 
  - Día del Iberismo.

- Unión Europea: 
  - Día Europeo de Concientización del Síndrome de Tourette.

 Por países
(Por orden alfabético)
- Argentina: 
  - Día del Periodista.[5](imagen ilustrativa).
En honor a la aparición de la "Gazeta de Buenos-Ayres", el primer periódico nacional de la etapa independentista del país, fundado por Mariano Moreno [6]el 7 de junio de 1810 como un semanario portavoz y difusor de las ideas promovidas por el gobierno revolucionario de mayo. La fecha fue instaurada en 1938 durante el Primer Congreso Nacional de Periodistas en la ciudad de Córdoba.
  - Día Nacional del Físico y la Física (ciencia).[7]

- Chile: 
  - Día de las Glorias de la Infantería (asalto y toma del Morro de Arica).[8]
  - Día Nacional del Síndrome de Tourette.[9]

- Colombia: 
  - Día del Estudiante.
También llamado Día del estudiante caído o Día del Estudiante Revolucionario.

- Costa Rica: 
  - Día del Físico.

- Cuba: 
  - Día del Bibliotecario Cubano.[10]
Se celebra cada año el 7 de junio, en honor a Antonio Bachiller y Morales (1812–1889), considerado el padre de la bibliografía cubana.

- México: 
  - Día de la Libertad de Expresión.
Fue establecido el 7 de junio de 1951, por iniciativa del entonces presidente Miguel Alemán Valdés, como una forma de reafirmar el compromiso con la libertad de prensa y el derecho a la libre manifestación de ideas.

- Perú: 
  - Día de la Bandera.

- Venezuela: 
  - Día de los Derechos de los Nacimientos y el Parto Respetado.

### Santoral católico

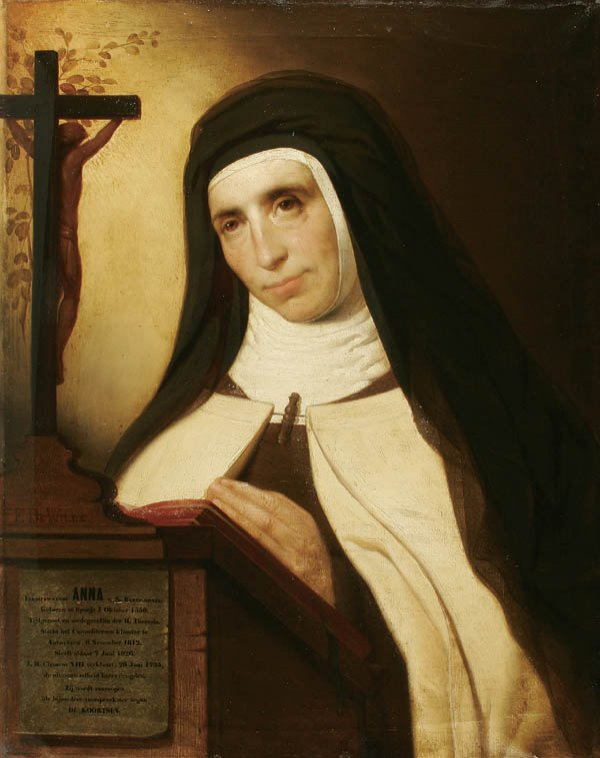
Retrato de la beata Ana de San Bartolomé, por Frans De Wilde (1917).

- Celebración del día: San Isaac de Córdoba.[11]
- San Abencio o Habencio (mártir).
Fue compañero de Jeremías, Pedro, Sabiniano, Walabonso y Wistremundo; con los que sufrió martirio y muerte el 7 de junio del 851, día que conmemora la Iglesia.
- San Antonio María Gianelli (s. XIX).[11]
- San Claudio de Besançon.
- San Colmán de Dromore.[11]
- San Deocaro (abad).
- San Roberto de Newminster (s. XII).[11]

- Beata Ana de San Bartolomé. (imagen ilustrativa).
- Beata Urraca Díaz de Haro.